# Уотт, Майк
Майк Уотт (англ. Mike Watt; род. 20 декабря 1957, Портсмут, Виргиния) — американский басист, вокалист и автор песен.
Родился 20 декабря 1957 года. М. Уотт был одним из основателей и бас-гитаристом таких групп, как Minutemen (1980—1985), Dos (1985 — настоящее время) и Firehose (1986—1994). Он начал сольную карьеру с альбома 1994 года Ball-Hog or Tugboat?, с тех пор он выпустил ещё три сольных альбома, последний — в 2010 году под названием Hyphenated-man.
Майк Уотт также является фронтменом супергруппы Big Walnuts Yonder (с 2008 по настоящее время), членом арт-рок группы Banyan (с 1997 по настоящее время) и принимает участие в нескольких других музыкальных проектах.
С 2003 по 2013 год Майк Уотт был бас-гитаристом группы The Stooges.
Майка Уотта называли «одним из величайших басистов планеты». CMJ New Music назвал Уотта «выдающимся басистом пост-панка». Читатели NME признали Майка Уатта одним из «40 величайших басистов всех времен», а LA Weekly присудил ему шестое место в списке «20 лучших басистов всех времен». В ноябре 2008 года Уотт получил награду за прижизненные достижения от журнала Bass Player Magazine, которую вручил бас-гитарист Red Hot Chilli Peppers Фли. Журнал Rolling Stone поместил его на 43-е место в списке величайших басистов всех времён.

## Биография

### Ранняя карьера
Майк Уотт родился в Портсмуте, штат Вирджиния. Его отец служил на флоте, и когда Уотт был маленьким, его семья переехала в Сан-Педро, штат Калифорния, где он стал хорошим другом Деннеса Буна. Уотт и Бун начали играть на бас- и электрогитаре, соответственно. Уотт был поклонником таких групп, как T. Rex и Blue Öyster Cult, в то время как знакомство Буна с рок-музыкой ограничивалось Creedence Clearwater Revival, ещё одной любимой группой Уотта.

### The Minutemen
В 1978 году М.Уотт и Д.Бун создали группу под названием The Reactionaries с барабанщиком Джорджем Херли и вокалистом Мартином Тамбуровичем. После того, как The Reactionaries прекратили своё существование, Д. Бун и М. Уотт в январе 1980 года образовали Minutemen, назвав группу в честь легендарных военизированных подразделений колониальных времен и отчасти в насмешку над крайне правой организацией того же названия, действовавшей в США в 1960-х годах. Некоторое время с дуэтом играл Фрэнк Тонч на ударных, затем в июне к ним вернулся Джордж Херли, успевший к этому времени поиграть в группе новой волны Hey Taxi!. Музыка Minutemen была основана на скорости, краткости и интенсивности панка, но включала элементы джаза, фолка и фанка.
М. Уотт родился с болезнью Осгуда-Шлаттера, в связи с чем в начале 1980-х годов перенес операции на обоих коленях, что ограничило его гастрольные поездки в 1981 году. Он написал всю музыку к альбому What Makes a Man Start Fires?, поскольку после одной из операций на колене он был прикован на время к постели, жил в то время с матерью, и ему нужно было чем-то себя занять.
В 1984 году М. Уотт познакомился с басисткой Black Flag Кирой Ресслер во время совместного тура Black Flag и Minutemen. Вскоре между ними завязались романтические отношения, и впоследствии они начали сотрудничать в написании песен, в том числе и при записи материала для последнего альбома Minutemen 3-Way Tie (For Last). Они также создали дуэт с двумя бас-гитаристами, Dos, и с тех пор записали и выпустили три альбома.
Minutemen трагически распались 22 декабря 1985 года, когда Д. Бун погиб в автокатастрофе в возрасте 27 лет во время поездки в Аризону со своей девушкой. Пятый полноформатный альбом Minutemen 3-Way Tie (For Last) уже был запланирован к выпуску на момент аварии. В документальном фильме We Jam Econo М. Уотт упомянул, что, когда он в последний раз видел Буна, он получил от автора песен Ричарда Мельтцера тексты для 10 песен для планируемого сотрудничества с Minutemen. Minutemen также планировали записать тройной альбом с рабочим названием 3 Dudes, 6 Sides, 3 Studio, 3 Live для борьбы с бутлегерами.

### Firehose
После смерти Буна Майк Уотт впал в глубокую депрессию; он и Херли сначала намеревались совсем уйти из музыки. Sonic Youth пригласили Уотта тусоваться с ними в Нью-Йорке в 1986 году; где они записали кавер-версию песни Мадонны «Burnin' Up» (с дополнительной гитарной партией Грега Гинна) на их первом EP-альбоме Ciccone Youth. Уотт также сыграл на басу в двух песнях на альбоме Sonic Youth Evol. Уотт описывает этот период как критически важный для его карьеры после Minutemen, говоря: «Первое, что я сделал, это выполнил просьбу Терстона сыграть на басу на Evol. Это было большое событие, чувак. Типа: „Что, ты хочешь, чтобы я играл без Ди Буна?“».
Впоследствии Эд Кроуфорд, фанат Minutemen, приехавший в Сан-Педро из Огайо, убедил ритм-секцию М. Уотта/Д. Херли продолжать играть музыку. Вскоре после этого была сформирована группа Firehose. После трех релизов на лейбле SST, Firehose подписали контракт с Columbia Records с помощью Джима Данбара. Вскоре после выхода альбома 1993 года Mr. Machinery Operator группа решила завязать с музыкой.
М. Уотт и К. Ресслер поженились в 1987 году, но их брак распался вскоре после распада Firehose. Однако их дружба и совместная группа Dos остались без изменений; они даже записали свой третий альбом Justamente Tres вскоре после развода.

### Сольная карьера
После работы с Firehose Майк Уотт начал сольную карьеру. В его первом альбоме Ball-Hog or Tugboat? приняли участие десятки музыкантов (многие из которых были сверстниками Уотта из эпохи SST 1980-х), в том числе Генри Роллинз, Эдди Веддер, Джей Маскис, Карла Бозулич, Эван Дандо, Блэк Фрэнсис, участники Sonic Youth, Red Hot Chili Peppers, Nirvana, Soul Asylum, Jane’s Addiction, Beastie Boys и Screaming Trees. Альбом и тур в поддержку этого альбома стали для Уотта первым вкусом мейнстрима, когда Эдди Веддер и Дэйв Грол из Nirvana были частью его гастрольной группы. После того, как Эдди Веддер вернулся к своим обязательствам по Pearl Jam и Дэйв Грол начал работать со своей новой группой Foo Fighters, Майк Уотт сформировал свою единственную на сегодняшний день гастрольную группу из четырех человек, The Crew Of The Flying Saucer, в которую вошли гитарист Нелс Клайн и два барабанщика.
В 1996 году М. Уотт сыграл на басу в двух песнях на втором альбоме Porno for Pyros Good God Urge. Впоследствии он стал басистом в туре, который последовал за выпуском альбома.
Майк Уотт появился в одном из эпизодов анимационного ток-шоу «Космический призрак» на канале Cartoon Network.
В 1997 году М. Уотт выпустил Contemplating the Engine Room — цикл панк-рок песен, в котором военно-морская жизнь использовалась как расширенная метафора истории семьи М. Уотта (на обложке альбома есть фотография его отца в военно-морской форме) и группы Minutemen. В записи альбома, который был хорошо принят критиками, приняли участие трио музыкантов — Нельс Клайн на гитаре, Стивен Ходжес на ударных и Майк Уотт в качестве единственного вокалиста.
В дальнейшем М. Уотт играл в таких группах, как Banyan (со Стивеном Перкинсом и Нельсом Клайном) и Hellride, иногда выступающей с кавер-версиями песен группы The Stooges. Он также играл в группе Wylde Ratttz с Терстоном Муром из Sonic Youth и Роном Эшетоном из The Stooges, записав песню для фильма Velvet Goldmine. Уотт также записал басовую партию для пенсильванской спейс-фолк группы The Clubber Lang Gang для их альбома Now Here This.
С середины 2011 года Уотт начал играть на бас-гитаре в психоделической/прогрессивной рок-группе Anywhere с Седриком Бикслером-Завалой из Mars Volta и Кристианом Эриком Болье из Triclops!
В 2015 году Майк Уотт присоединился к проекту Waywords and Meansigns, совместному проекту, переложившему на музыку роман «Поминки по Финнегану» Джеймса Джойса.

### Болезнь, выздоровление и the Stooges

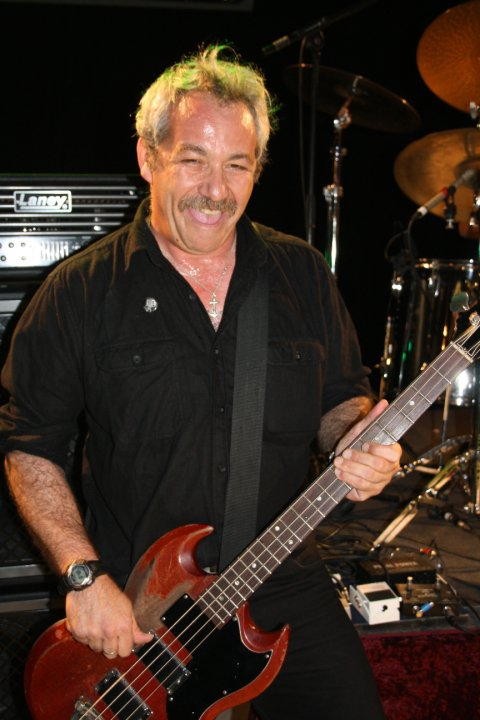
М. Уотт выступает с Игги Поппом и The Stooges на фестивале ATP в Майнхеде в 2010 году.

В январе 2000 года Уотт заболел инфекцией промежности, это потребовало срочной операции и привело к девяти неделям постельного режима в его квартире в Сан-Педро. Первоначально он не мог играть на бас-гитаре, но восстановил свои силы интенсивной практикой, а также живыми выступлениями в клубах, где он исполнял сеты каверов the Stooges с Hellride в Калифорнии и с Джей Маскисом и ударником группы Dinosaur Jr. Мерфом в Нью-Йорке под названием Hellride East.
В 2000 году Д. Маскис попросил М. Уатта принять участие в мировом турне в поддержку первого после Dinosaur Jr. релиза Д. Маскиса, J Mascis and the Fog’s More Light. На нескольких концертах Рон Эшетон, бывший участник группы The Stooges, присоединился к Д. Маскису и М. Уотту на сцене, когда группа исполняла целые сеты песен the Stooges. Позже М. Уотт и Д. Маскис присоединились к Р. Эшетону и его брату, барабанщику the Stooges Скотту Эшетону, для одного сета на бельгийском фестивале, где они выступили под названием Asheton, Asheton, Mascis & Watt. В 2001 году М. Уотт был одним из нескольких басистов, приглашенных для участия в сессиях альбома Gov’t Mule The Deep End, частично по рекомендации Леса Клейпула из Primus. М. Уатт и Gov’t Mule записали для альбома кавер-версию песни Creedence Clearwater Revival Effigy. Сессии были увековечены в документальном художественном фильме Rising Low.
В 2002 году Уотт, вместе с Питом Йорном и участниками группы The Hives, поддержал Игги Попа, исполнив короткий сет из песен the Stooges на церемонии вручения Shortlist Music Prize, после чего М. Уотта попросили сыграть на бас-гитаре в воссоединенном составе the Stooges в 2003 году. Воссоединившиеся the Stooges отыграли свое первое за почти 20 лет выступление на фестивале музыки и искусств в долине Коачелла в мае 2003 года.

### The Secondman’s Middle Stand
Третий сольный альбом Уатта The Secondman’s Middle Stand, вдохновленный как его болезнью 2000 года, так и одной из его любимых книг, Божественной комедией Данте, был выпущен в 2004 году; один из критиков написал, что альбом является «томительным, смешным и по-настоящему трогательным материалом от настоящего американского оригинала».
Во время тура в поддержку альбома The Secondman’s Middle Stand, М. Уотт объявил о планах на будущие записи, заявив, что намерен записываться так же часто, как во времена Minutemen, и так долго, как только сможет.
М. Уотт полюбовно расстался с Columbia/Sony BMG в 2005 году, после 14 лет сотрудничества в качестве сольного исполнителя.

### Unknown Instructors
В 2005 году ещё один сайд-проект с участием М. Уотта стал известен благодаря анонсированному на 20 сентября выходу альбома The Way Things Work, альбома импровизационной музыки группы названием Unknown Instructors с Джорджем Херли, Джо Байзой и Джеком Брюэром из Saccharine Trust, а также поэтом/саксофонистом Дэном Макгуайром. Через месяц после выхода альбома Unknown Instructors записали второй альбом, The Master’s Voice, в котором к основному квартету М. Уотта, Д. Херли, Д. Макгуайра и Д. Байзы присоединились фронтмен Pere Ubu Дэвид Томас и художник Раймонд Петтибон. Третий альбом с тем же составом, Funland, был выпущен в 2009 году и содержит полукавер-версию (оригинальный текст на новую музыку) песни Frownland Captain Beefheart (с альбома Trout Mask Replica). Основные треки для четвёртого альбома Unknown Instructors уже были записаны в студии Casa Hanzo органиста Secondmen Пита Мазича в Сан-Педро.
М. Уотт продолжит свой интерес к импровизированной музыке, создав трио Los Pumpkinheads с бывшим клавишником Beastie Boys Мони Марком и Кэролайн Бермудес.
14 декабря 2005 года Музыкальный колледж Макнелли-Смит в Сент-Поле, штат Миннесота, объявил о создании стипендии Майка Уатта для бас-гитаристов, которая будет ежегодно присуждаться лучшим по игре на бас-гитаре, начиная с осени 2006 года.
В марте 2006 года М. Уотт принял участие в исполнении в Дисней-холле, Лос-Анджелес, симфонии № 13 Hallucination City Гленна Бранки.

### The Weirdness
В октябре 2006 года М. Уотт присоединился к остальным участникам The Stooges в студии Electrical Audio Стива Альбини в Чикаго, штат Иллинойс, чтобы записать The Weirdness, первый студийный альбом the Stooges с альбома Raw Power 1973 года. Альбом был выпущен 6 марта 2007 года, а большая часть 2007 года была посвящена работе с the Stooges, включая первое полноформатное турне группы по США после её воссоединения.
В этот период М. Уотт также работал над двумя другими проектами: Funanori, музыкальное сотрудничество с Каори Цучида, гитаристкой группы The Go! Team, на сямисэне и других инструментах, и Pelicanman (названного в честь заключительного трека альбома The Secondman’s Middle Stand) с Петрой Хейден. Первые три песни, записанные М. Уоттом и К, Цучидой как Funanori, были выпущены на сплит-EP с токийской группой LITE летом 2007 года на Transduction Records. М. Уотт также совместно с П. Хейден, Нельсом Клайном, Мани Марком Нишитой и барабанщиком Red Hot Chili Peppers Чедом Смитом записал кавер-версию песни Blue Öyster Cult Burning For You, которая были издана на сборнике Guilt by Association, выпущенном в августе независимым лейблом Engine Room Recordings.

### Big Walnuts Yonder
Big Walnuts Yonder — американская супергруппа, образованная в 2008 году, состоящая из басиста/вокалиста М. Уотта, гитариста Нельса Клайна из Wilco, барабанщика Грега Соньера из Deerhoof и гитариста/вокалиста Ника Рейнхарта из Tera Melos. Они выпустили свой дебютный альбом в марте 2017 года на лейбле Sargent House.

### Лейбл Clenchedwrench, Floored by Four и воссоединение Firehose

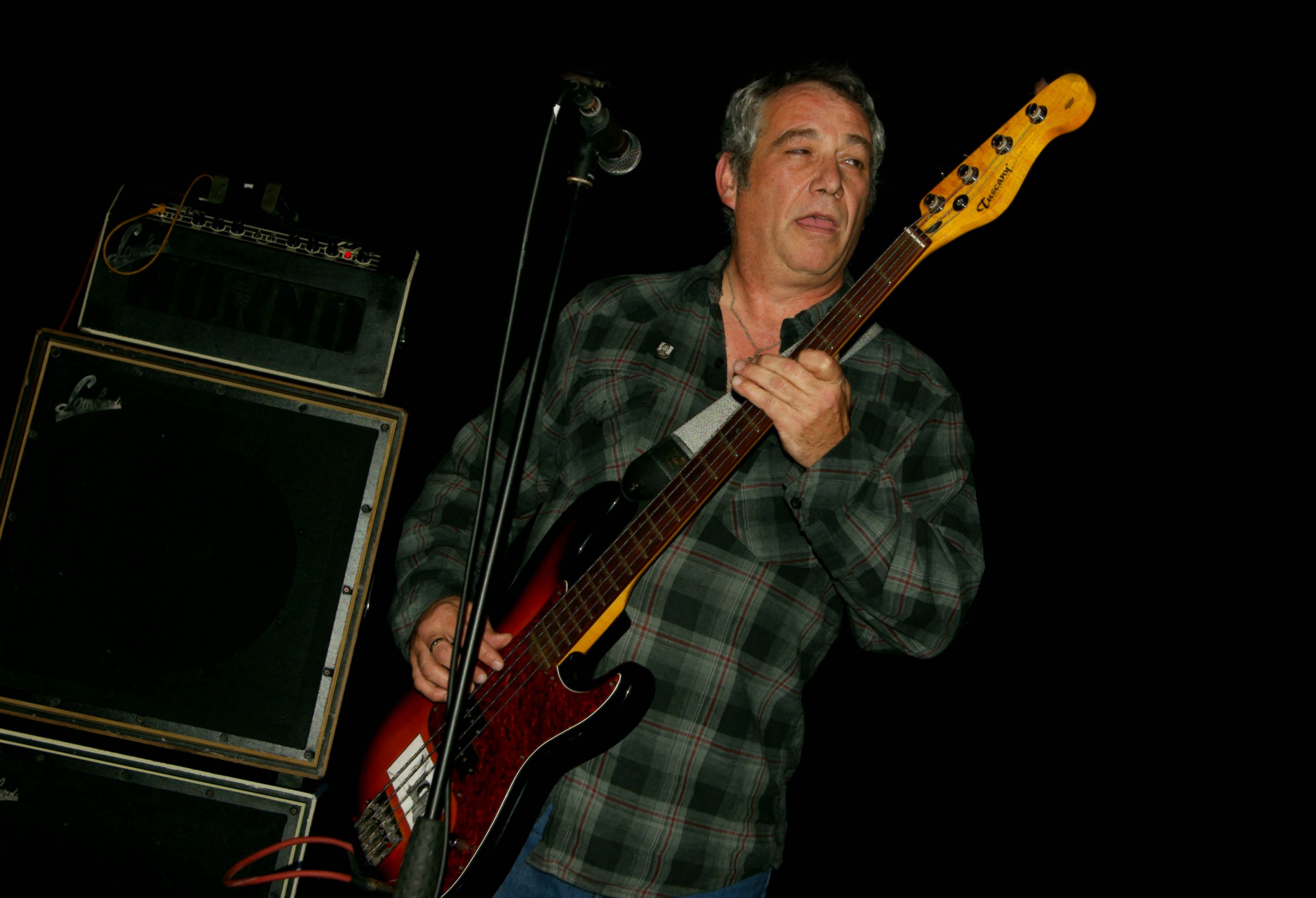
Майк Уотт в 2013 году

М. Уотт воссоединился с последним составом Black Gang в лице Нельса Клайна и Боба Ли для записи нового альбома под предварительным названием My Shibun No Hi в 2008 году. Дата выхода альбома пока не определена.
Продолжая исследовать импровизированную музыку и японскую независимую музыкальную сцену, М. Уотт вместе с Нельсом Клайном и продюсером Крамером сформировал группу Brother’s Sister’s Daughter с участниками группы mi-gu Симидзу «Шимми» Хиротакой и Юко Араки для двухнедельного тура по стране в конце 2008 года и последующей записи альбома. Альбом был смикширован С. Хиротакой, но пока не имеет ни лейбла, ни даты выхода. С тех пор было записано ещё два альбома группы, но они пока не вышли.
М. Уотт и Н. Клайн объединились в Нью-Йорке, чтобы создать группу Floored by Four с бывшей клавишницей Cibo Matto Юкой Хондой и барабанщиком Lounge Lizards Дуги Буном. Группа дебютировала на сцене Central Park Summerstage 1 августа и сразу после этого записала свой первый альбом с одноимённым названием. Альбом был выпущен в конце сентября 2010 года на лейбле Chimera Music Шона Леннона. Позже Ю. Хонда присоединится к М. Уотту и Н. Клайну для второго тура Brother’s Sister’s Daughter и записи альбома в Японии (Н. Клайн и Ю. Хонда вступили в романтические отношения — и впоследствии обручились — во время работы над этими проектами).
М. Уотт дает интервью в документальном фильме 2009 года Live House, посвященном андеграундной музыкальной сцене в Японии.
Майк Уотт использует свой лейбл clenchedwrench для выпуска других долгожданных звукозаписывающих проектов из запасов, накопленных им за последние несколько лет, начиная с четвёртого альбома Dos (Dos y Dos, выпущен 16 июля 2011 года), за которым последует проект Spielgusher с Ричардом Мельтцером и «Шимми» Хиротакой и Юко Араки (Spielgusher, выпущен 17 января 2012 года) и два альбома Il Sogno del Marinaio. М. Уотт решил основать clenchedwrench после возвращения из японского тура Hyphenated-man, потому что «у меня так много проектов в разработке… и я не хочу никаких заминок с их выпуском, так что организую свой собственный лейбл».
Воссоединение Firehose было официально объявлено как часть состава фестиваля Coachella 2012 года. В апреле группа провела короткий тур, приуроченный к обеим датам Coachella.

### Il Sogno del Marinaio
В конце ноября 2009 года Уотт отправился в Италию для участия в туре и записи альбома по приглашению итальянского гитариста Стефано Пилиа. Проектная группа Il Sogno Del Marinaio (название на итальянском означает «Сон моряка»)провела короткое турне из шести дней, после чего состоялась запись альбома (позже названного La Busta Gialla).
Группа представляет собой экспериментальное музыкальное трио, состоящее из М. Уотта на вокале и бас-гитаре, Стефано Пилла на гитаре и вокале и Андреа Бельфи на ударных и бэк-вокале.] Группа выпустила два студийных альбома на лейбле clenchedwrench: La busta gialla (2013) и Canto Secondo (2014).

### Hyphenated-Man
Майк Уотт записал свой первый после Columbia сольный альбом Hyphenated-man за две сессии с разницей в 13 месяцев с группой The Missingmen в Studio G, нью-йоркской студии бывшего басиста Pere Ubu Тони Маймоне. Hypnenated-man состоит из 30 коротких песен, вдохновленных картинами Иеронима Босха. Первая сессия альбома состоялась во время запланированного перерыва в турне М. Уотта весной 2009 года, во время которого, по обдуманному решению, была закончена только запись ударных и гитары. Уотт записал вокальные и басовые партии вместе с Т. Маймоне в июне 2010 года. Альбом был выпущен в Японии лейблом Parabolic Records 6 октября 2010 года, и М. Уотт совершил свое первое турне по стране в качестве сольного исполнителя в его поддержку. Релиз альбома для остального мира состоялся на недавно созданном М. Уоттом лейбле clenchedwrench 1 марта 2011 года, с сопутствующим туром по США/Канаде из 51 концерта, проходившим с 10 марта по 30 апреля.

### CUZ
В 2006 году М. Уотт познакомился с Сэмом Дуком из The Go! Team на Big Day Out.[35] Они продолжили переписываться и решили создать группу. Они записали несколько сессий в 2008 году, пока М. Уотт гастролировал по Европе, и закончили альбом по электронной почте. Альбом под названием Tamatebako группы CUZ был выпущен в 2014 году, и в нём приняли участие Чарльз Плимелл, DJ Scotch Egg и участница Go! Team Каори Цучида. Название альбома отсылает к таинственной шкатулке из японской легенды. В 2015 году последовало турне.

### Hand to Man
В 2010 году Толем Макдонас, Джон Дитерих, Тим Барнс и М. Уотт создали экспериментальную импровизационную супергруппу. Их дебютный альбом You Are Always On Our Minds вышел в 2012 году.

### The Island
М. Уотт и С. Хау из группы Schooner создали экспериментальный музыкальный проект под названием The Island и выпустили альбомы Listening to the Warning в 2011 году и Lamia в 2018 году.

### Hidden Rifles
В 2014 году М. Уотт объединился с Марком Шиппи (U.S. Maple), Джимом Сайксом (Invisible Things), Мэтью Васковичем (Scarcity Of Tanks) и Норманом Вестбергом (Swans) в арт-рок проектную группу Hidden Rifles. Их дебютный альбом Across The Neighborhoods вышел в октябре 2017 года.

### Afternoon Freak
Вместе с клавишником Мэттом Моттелом и перкуссионистом Дэнни Френкелем М. Уотт сформировал трио Afternoon Freak и выпустил альбом The Blind Strut в 2018 году. Альбом был записан за один день 14 января 2017 года на студии BIG EGO.

### Jumpstarted Plowhards
В 2019 году М. Уотт присоединился к Тодду Конгеллиеру, чтобы сформировать группу Jumpstarted Plowhards. Их дебютный альбом Round One был записан 4 октября 2019 года на Recess Records.За ударные отвечает непостоянный состав, включающий бывшего участника групп Minutemen и fIREHOSE Джорджа Херли, барабанщика Hole Патти Шемела, Джерри Треботика из The Secondmen и Рауля Моралеса из The Missingmen.
Группа планирует записать пять LP, прежде чем выступать с концертами.

### FITTED
Первоначально группа была сформирована как разовая для фестиваля DRILL группы Wire в Лос-Анджелесе, [М. Уотт, Грэм Льюис (Wire), Мэтью Симс (Wire) и Боб Ли (The Black Gang) создали FITTED и решили остаться вместе и записываться.
Дебютный альбом, First Fits, был выпущен в ноябре 2019 года.

### mssv
М. Уотт играл на бас-гитаре с гитаристом Майком Баггеттой и барабанщиком Джимом Келтнером на альбома М. Баггетты Wall of Flowers в марте 2019 года. М.Уотт присоединился к Баггетте в мартовском туре на десять концертов, а Стивен Ходжес на них заменил Д. Келтнера.
Получившееся трио назвало себя mssv и записало концертный альбом под названием Live Flowers. Студийный альбом под названием Main Steam Stop Valve вышел в 2020 году.

### Three-Layer Cake
В 2021 году М.Уотт вместе с перкуссионистом Майком Прайдом и гитаристом Брэндоном Сибруком сформировали группу Three-Layer Cake и выпустили альбом Stove Top на RareNoiseRecords.

### Гостевое участие

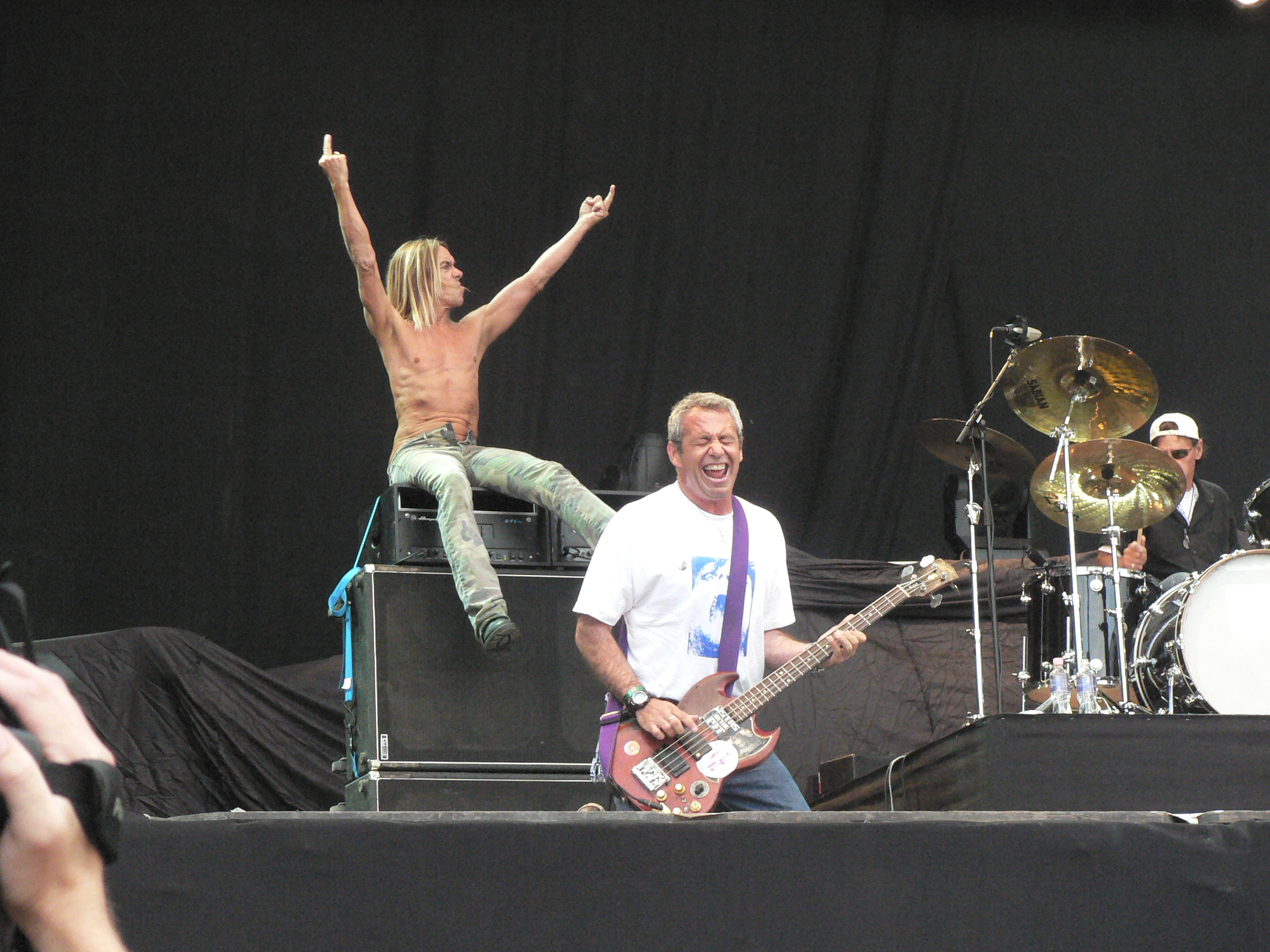
Майк Уотт и Игги Поп на фестивале Sziget, 2006 г.

В ноябре 2006 года М. Уотт рассказал Pitchfork Media, что он принял участие в записи шести треков для победительницы American Idol Келли Кларксон. Эту работу в студии он получил по приглашению своего «старого друга», продюсера/инженера Дэвида Кейна. В 2007 году работа М. Уотта появилась на альбоме К. Кларксон My December.
М. Уотт и барабанщик Стивен Ходжес присоединились к скрипачу Крису Мерфи для песни Blues for Bukowski на альбоме К. Мерфи Luminous. С. Ходжес ранее работал с М. Уоттом на альбоме Contemplating the Engine Room.
М. Уотт принял участие в записи песни Moon Burnt Mountain на альбоме Anywhere II группы Anywhere.
М. Уотт сыграл на бас-гитаре в двух треках для трибьют-альбома Black Flag Gimmie Gimmie Gimmie: Reinterpreting Black Flag вместе с Дезом Каденой и Китом Моррисом.
В 2018 году Black Moth Super Rainbow выпустили 7-дюймовый диск ко Дню музыкального магазина, на котором М. Уотт и Фли исполнили песню Drippy Eye. Ранее М. Уотт исполнил песню Black Yogurt на EP Drippers группы Black Moth Super Rainbow в 2008 году.
В том же году Майк Уотт принял участие в записи песни македонской группы Bernays Propaganda Ništo Nema da ne Razdeli для альбома-сборника Songs From Under the Floorboard, Vol. 1, выпущенного DJ Dave Cantrell.[71] Альбом является благотворительным сборником, доходы от которого идут в фонд Planned Parenthood.
В октябре 2018 года М. Уотт вместе с Эбби Трэвис, Китом Моррисом, Фли, Дженнифер Финч, Чипом Кинманом и другими выступил в театре Roxy под названием War Stories: Tales of 70’s & 80’s Punk Mayhem Told By The Perpetrators Themself.
В 2019 году Уотт вместе с македонским джазовым гитаристом Тони Китановски исполнил композицию Nisto nema da ne' razdeli для альбома Bernays Propaganda 2019 года Vtora mladost, treta svetska vojna (2nd Youth, 3rd World War) Композиция также была передана в сборник Songs From Under the Floorboard, Vol. 1, доходы от которого идут в фонд Planned Parenthood.
М. Уотт заявил, что обычно не берет плату за то, чтобы сыграть на чьем-то альбоме, сказав: «Вся оплата не в монете… Каждый раз, когда вы играете, вы инвестируете в следующий раз, когда вы будете играть».

### Литературные начинания
В 2003 году первая книга М. Уатта, Spiels Of A Minuteman, была выпущена квебекским книжным издательством L’Oie De Cravan. Книга, напечатанная на английском и французском языках, содержит все тексты песен М. Уотта времен Minutemen, а также туровой дневник, который он вел во время единственного европейского тура Minutemen с Black Flag, эссе бывшего совладельца SST Джо Кардуччи, Терстона Мура из Sonic Youth и автора песен Blue Öyster Cult и давнего героя М. Уотта Ричарда Мельтцера, а также иллюстрации Раймонда Петтибона, которые использовались в оформлении всех альбомов Minutemen.
М. Уотт опубликовал свою вторую книгу в 2012 году под названием «Mike Watt: On and Off Bass». Книга представляет собой фотомемуары, в которых представлены фотографии, сделанные М.Уоттом, а также отрывки из дневников Майка Уотта о гастролях the Stooges в сочетании со стихами в свободной стихотворной форме.
В 2016 году М. Уотт написал главу в мемуарах Джона Доу «Under The Big Black Sun: A Personal History of L.A. Punk».

### Джеймс Джойс
Уотт давно является поклонником Джеймса Джойса, впервые открыв для себя «Улисса» во время выступления с Minutemen в европейском турне с Black Flag. Он считает, что чтение Джеймса Джойса помогло ему пережить потерю Д. Буна, и он использовал его в качестве вдохновения при написании альбома Contemplating the Engine Room.
М. Уотт говорил, что стиль Джойса, основанный на потоке сознания, непосредственно повлиял на Double Nickels on the Dime[82] с такими песнями, как June 16th, которая является датой Блумсдея.[85] М. Уотт присутствовал на праздновании Блумсдея в 2004 году в Дублине[83] и утверждал, что это был первый раз, когда он посетил город без необходимости выступать с концертом. М. Уотт снова присутствовал на Блумсдее в 2008 году во время тура с the Stooges.
В 2008 году М. Уотт был приглашен написать музыку для адаптации «Камерной музыки» Джеймса Джойса, выпущенной Fire Records.
В 2017 году Майк Уотт принял участие в международном проекте под названием Waywords and Meansigns, положив роман «Поминки по Финнегану» Джеймса Джойса на музыку. Проект был выпущен 4 мая 2017 года к 76-й годовщине первой публикации книги.

### The Watt from Pedro Show
В свободное от гастролей время Майк Уотт ведет регулярное интернет-радиошоу The Watt from Pedro Show, которое является продолжением программы, которую М. Уотт впервые вел на маломощной FM-станции в конце 1990-х годов. Программа дебютировала 19 мая 2001 года и стала настолько популярной среди поклонников М. Уотта, что хозяин сайта, компания Sightworks, временно отключила шоу по будням, пока не был найден спонсор или другое решение. 10 января 2006 года The Watt from Pedro Show стало доступно в виде подкаста.

## Инструменты
Первым басом Уатта был Kay, который он купил за 100 долларов. Он играл на Fender Precision Bass, ранее принадлежавшем басисту группы Fear Дерфу Скрэтчу на альбоме What Makes A Man Start Fires?.
Большую часть своей карьеры в fIREHOSE М. Уотт играл на Fender Precision Bass 1956 года. С 1995 по 1999 год Майк Уотт преимущественно играл на нереверсивном Gibson Thunderbird, который он модифицировал с помощью предусилителя Bartolini и тюнеров Grover.
После болезни в 2000 году Уотт перешёл на короткомензурные басы для концертных выступлений. М. Уотт играл на Gibson EB-3 1963 года, пока его не украли во время тура с The Stooges. После кражи М. Уотту подарили Gibson EB-3 1969 года и Gibson EB-0.
В последнее время М. Уотт играет на фирменном басу Wattplower, который он разработал совместно с Reverend Musical Instruments. В начале 2020 года было объявлено, что будет выпущена следующая версия баса под названием Mark II.